# Método de Gramática-Traducción
En lingüística aplicada, el método de gramática-traducción es un método para la enseñanza de idiomas extranjeros que deriva del método tradicional de enseñanza del griego y el latín. Este método requiere que los estudiantes realicen primeramente el análisis morfosintáctico de cada palabra de un texto de mayor o menor extensión, para proceder luego a la traducción palabra por palabra del mismo texto. Como parte de este proceso, se requiere que los estudiantes memoricen varias reglas gramaticales y excepciones así como largas listas de vocabulario. El objetivo de este método es comprender los textos propuestos mediante el análisis exhaustivo de la gramática y por medio de la traducción literal.  
Larsen-Freeman (2000) habló acerca de los inicios del método de traducción gramatical y aseveró que en un principio dicho método fue concebido como una herramienta que ayudaba a los estudiantes a leer y apreciar la literatura redactada en una lengua extranjera. De igual forma Larsen-Freeman indicó que se cree que aprender una lengua extranjera ayuda a los alumnos a crecer intelectualmente pero reconoció que con este método probablemente los alumnos nunca usan la lengua meta. Aclaró que con el simple ejercicio mental que implica aprender, el método es beneficioso de cualquier forma. 